# Colvale
Colvale là một thị trấn thống kê (census town) của quận North Goa thuộc bang Goa, Ấn Độ.

## Nhân khẩu
Theo điều tra dân số năm 2001 của Ấn Độ, Colvale có dân số 5475 người. Phái nam chiếm 55% tổng số dân và phái nữ chiếm 45%. Colvale có tỷ lệ 72% biết đọc biết viết, cao hơn tỷ lệ trung bình toàn quốc là 59,5%: tỷ lệ cho phái nam là 74%, và tỷ lệ cho phái nữ là 69%. Tại Colvale, 10% dân số nhỏ hơn 6 tuổi.